# كأس ويلز 1958–59
كأس ويلز 1958–59 (بالإنجليزية: 1958–59 Welsh Cup)‏ هو موسم من كأس ويلز. فاز فيه كارديف سيتي.